# Hawryliszki
Hawryliszki, Gawryliszki (lit. Gauriliškės) – wieś na Litwie, w okręgu wileńskim, w rejonie wileńskim, w gminie Podbrzezie.

## Historia
W XIX i w początkach XX w. położone były w Rosji, w guberni wileńskiej, w powiecie wileńskim, w gminie Podbrzezie. Po I wojnie światowej pod administracją polską, w Zarządzie Cywilnym Ziem Wschodnich. W latach 1920–1922 w składzie Litwy Środkowej.
Od 11 kwietnia 1922 leżały w Polsce, w województwie wileńskim, w powiecie wileńsko-trockim, w gminie Podbrzezie. W 1931 miejscowość liczyła 129 mieszkańców, zamieszkałych w 26 budynkach.
Po II wojnie światowej w granicach Związku Sowieckiego. Od 1991 na niepodległej Litwie.
Po rozpadzie Związku Sowieckiego i włączeniu Wileńszczyzny do Republiki Litewskiej, władze litewskie nieodpłatnie przekazywały położone tu działki Litwinom z innych rejonów krajów. Ziemia ta należała wcześniej do Polaków, których potomkowie żyją nadal we wsi, i została znacjonalizowana przez sowietów.

## Osoby związane z miejscowością
- Kazimierz Bogdanowicz – generał brygady Wojska Polskiego; urodzony w Hawryliszkach